# Ḫurmeli
Ḫurmeli (~1845. pr. Kr.?) bio je kralj Kaniša.
Njegovo ime znači "onaj od Ḫur(a)me".
Njegovi su službenici bili Ḫalkiašu i Ḫarpatiwa, za kojeg se vjeruje da je možda vladao samostalno.